# Le Capitaine de fer
Pour plus de détails, voir Fiche technique et Distribution.
Le Capitaine de fer (titre original : Il capitano di ferro) est un film italien de Sergio Grieco sorti en 1962.

## Synopsis
Dans l'Italie du XVIe siècle, le jeune Furio, surnommé « le capitaine de fer », veut se venger de Gualtiero Di Rauchwitz, pillard et assassin, qui a tué toute sa famille. Il enlève la fiancée de celui-ci qu'il a bien connu autrefois et renoue même avec elle au grand désespoir d'une petite gitane, amoureuse de Furio...

## Fiche technique
- Titre original : Il capitano di ferro
- Réalisation : Sergio Grieco
- Histoire et scénario : Aldo Segri, Stipe Delic et Fabio De Agostini
- Directeur de la photographie : Gugielmo Mancori
- Montage : Enzo Alfonzi
- Musique : Carlo Savina
- Costumes : Mario Giorsi
- Décors : Oscar D'Amico
- Production : Lello Luzi
- Genre : Film d'aventures
- Pays : Italie
- Durée : 90 minutes
- Dates de sortie :
  -  Italie : 26 octobre 1962

## Distribution
- Gustavo Rojo (VF : Jean-Claude Michel) : Furio
- Barbara Steele (VF : Martine Sarcey) : Floriana
- Mario Petri (VF : Marcel Bozzuffi) : Commandant Gualtiero Di Rauchwitz (Walter Von Rauchwitz en VF)
- Fred Williams : Leopoldo (Leopold en VF)
- Leopoldo Valentini (VF : Henri Virlojeux) : Tolmino
- Andrea Aureli (VF : Armand Mestral) : le Marquis de Roccabruna
- Pasquale Basile (VF : Pierre Trabaud) : Il Moro (Moro en VF)
- Lilly Darelli (VF : Sophie Leclair) : Béatrice
- Fedele Gentile (VF : René Bériard) : Comte Alessandro (Alexandre en VF) Di Guastalla
- Susan Terry (pseudonyme de Teresa Terrone) (VF : Françoise Giret) : Duska (Douchka en VF), la gitane